# Праведниця (телесеріал, 2021)
«Праведниця» (англ. The Equalizer) — американський кримінально-драматичний телесеріал, прем'єра якого відбулася на CBS 7 лютого 2021 року. Це другий перезапуск у франшизі, після однойменного серіалу 1980-х років з Едвардом Вудвордом у головній ролі та трилогії 2014, 2018, 2023 років — із Дензелом Вашингтоном.
Серіал створений виконавчими продюсерами Річардом Ліндхаймом, Майклом Слоаном та Квін Латіфою, яка також виконує головну роль. Також виконавчими продюсерами є Джон Девіс, Джон Фокс, Дебра Мартін Чейз, Ендрю Марлоу та Террі Міллер. Під час роботи над серіалом, 18 січня 2021 року, від серцевої недостатності помер один з авторів оригінальної ідеї Річард Ліндхайм помер від серцевої недостатності; прем'єра серіалу присвячена його пам'яті.
У березні 2021 року серіал було продовжено на другий сезон, прем'єра якого відбулася 10 жовтня 2021 року. У травні 2022 року серіал було продовжено на третій і четвертий сезони. Прем'єра третього сезону відбулася 2 жовтня 2022 року. В квітні 2024 року телесеріал було продовжено на п'ятий сезон. 2 травня 2025 року телесеріал було закрито після п'яти сезонів.

## Синопсис
У центрі серіалу — Робін МакКолл, загадкова жінка з Нью-Йорка, мати-одиначка своєї доньки-підлітка Даліли, з таємничим минулим, яка використовує свої великі навички, щоб допомагати тим, кому більше немає куди звернутися, діючи як ангел-охоронець і захисник тих, хто не може захистити себе, прагнучи власної спокути.

## Акторський склад

### Головні актори
- Квін Латіфа — Робін МакКолл, також відома як «Праведниця» (буквальний переклад — «Еквалайзер; Зрівнювач»), розлучена мати-одиначки та колишній офіцер ЦРУ, яка діє як вуличний охоронець справедливості
- Торі Кіттлз — Маркус Данте, розлучений батько двох синів, розумний та спритний детектив поліції Нью-Йорка; у другому сезоні він і Робін стають союзниками та друзями
- Адам Голдберг — Гаррі Кешегіан, чоловіка Мелоді, майстерний хакер, який інсценував свою смерть за допомогою Робін
- Ліза Лапіра — Мел (Мелоді) Баяні, колишня снайперка ПС США, яка стала власницею бару, що є секретною базою операцій; давня подруга Робін з часів служби
- Лая ДеЛеон Гейз — Даліла, 15-річна донька Робін
- Лоррейн Туссен — Тітонька Ві (Віола Марсетт), мудра тітка Робін по батьківській лінії, художниця, яка живе з Робін і Далілою, переїхавши з Мілуокі
- Кріс Нот — Вільям Бішоп (сезони 1—2), дивакуватий колишній директор ЦРУ, давній друг Робін, який наразі керує власною приватною охоронною компанією; діє як зв'язковий між Робін і ЦРУ.=== Повторювані ролі ===

- Еріка Камарано — детектив Пейлі (1 сезон; 2 гостьовий сезон), працює з Данте
- Дженніфер Феррін — Ейвері Графтон, окружний прокурор, яка завзято переслідує Робін
- Френк Пандо — капітан Торрес, начальник Данте
- Домінік Фумуса — детектив Кен Мелорі (сезон 2), детектив, завербований прокурором Ґрафтоном для ідентифікації та арешту Робін
- Бретт Далтон — Картер Гріффін (2-3 сезони)
- Донал Лоуг — Колтон Фіск (3 сезон)

### Відомі запрошені зірки
- Джада Пінкетт Сміт — Хробак / Джессі Кук (сезон 2), колишня колега Робін, майстерна злодійка
- Глорія Рубен — Тріш (3 сезон)
- Келлі Роуленд — Місті (3 сезон)
- Марокко Омарі — Джон МакКолл, батько Робін (сезон 3)

## Сезони та епізоди
| Сезон | Епізоди | Прем'єрний показ | Прем'єрний показ |
| Сезон | Епізоди | Початок          | Завершення       |
| ----- | ------- | ---------------- | ---------------- |
| 1     | 10      | 7 лютого 2021    | 23 травня 2021   |
| 2     | 18      | 10 жовтня 2021   | 15 травня 2022   |
| 3     | 18      | 2 жовтня 2022    | 21 травня 2023   |
| 4     | 10      | 18 лютого 2024   | 19 травня 2024   |